# Leucyl-aminopeptidase
La leucyl-aminopeptidase (EC 3.4.11.1) est une enzyme appartenant au groupe des hydrolases (enzymes catalysant l'hydrolyse de produits métaboliques), sous-groupe des peptidases de type M17 (enzymes coupant des chaînes peptidiques et utilisant un atome métallique lourd dans son site). C'est aussi une exopeptidase, c'est-à-dire une enzyme coupant un polypeptide à partir des extrémités. Son gène est LAP situé sur le chromosome 4 humain.

## Synthèse et activation
L'enzyme est produite au niveau du rein et est activée par la présence de métaux lourds (généralement deux ions Zn++). On la trouve chez l'être humain dans les intestins, les reins, la bile, l'estomac, la salive et le plasma sanguin.
La leucine aminopeptidase peut couper toutes les liaisons d'un peptide à l'exception des liaisons engageant une proline. La proline fait courber la chaine polypeptidique, ce qui arrête la leucine aminopeptidase.
En revanche la leucine aminopeptidase peut couper l'arginine ou la lysine (tout comme le fait la trypsine).

## Séquence
La leucyl-aminopeptidase humaine comprend 519 acides aminés.
| 10         | 20         | 30         | 40         | 50         | 60         |
| MFLLPLPAAG | RVVVRRLAVR | RFGSRSLSTA | DMTKGLVLGI | YSKEKEDDVP | QFTSAGENFD |
| 70         | 80         | 90         | 100        | 110        | 120        |
| KLLAGKLRET | LNISGPPLKA | GKTRTFYGLH | QDFPSVVLVG | LGKKAAGIDE | QENWHEGKEN |
| 130        | 140        | 150        | 160        | 170        | 180        |
| IRAAVAAGCR | QIQDLELSSV | EVDPCGDAQA | AAEGAVLGLY | EYDDLKQKKK | MAVSAKLYGS |
| 190        | 200        | 210        | 220        | 230        | 240        |
| GDQEAWQKGV | LFASGQNLAR | QLMETPANEM | TPTRFAEIIE | KNLKSASSKT | EVHIRPKSWI |
| 250        | 260        | 270        | 280        | 290        | 300        |
| EEQAMGSFLS | VAKGSDEPPV | FLEIHYKGSP | NANEPPLVFV | GKGITFDSGG | ISIKASANMD |
| 310        | 320        | 330        | 340        | 350        | 360        |
| LMRADMGGAA | TICSAIVSAA | KLNLPINIIG | LAPLCENMPS | GKANKPGDVV | RAKNGKTIQV |
| 370        | 380        | 390        | 400        | 410        | 420        |
| DNTDAEGRLI | LADALCYAHT | FNPKVILNAA | TLTGAMDVAL | GSGATGVFTN | SSWLWNKLFE |
| 430        | 440        | 450        | 460        | 470        | 480        |
| ASIETGDRVW | RMPLFEHYTR | QVVDCQLADV | NNIGKYRSAG | ACTAAAFLKE | FVTHPKWAHL |
| 490        | 500        | 510        |            |            |            |
| DIAGVMTNKD | EVPYLRKGMT | GRPTRTLIEF | LLRFSQDNA  |            |            |